# Walter Edward Foster
Pour les articles homonymes, voir Foster.
Walter Edward Foster (né le 9 avril 1873, décédé le 14 novembre 1947) est un homme d'affaires et homme politique néo-brunswickois.

## Biographie
Né à Saint-Martins, Walter Edward Foster devient chef du Parti libéral de cette province en 1916 et est porté au pouvoir dans l'élection de 1917. Son gouvernement établit le premier département de la santé en 1918, accorde aux femmes le droit de vote en 1919 et crée la commission de l'énergie de la province en 1920. Il démissionne en 1923. Il se lance en politique fédérale, devenant Secrétaire d'État du Canada en 1925, mais ne réussit pas à remporter un siège dans l'élection de cette même année, ni dans celle de 1926.
Foster est nommé au Sénat du Canada en 1928, et est Président de 1936 à 1940.